# Raízes 2
Raízes 2 é o quarto álbum de estúdio do cantor brasileiro Thalles Roberto, lançado em setembro de 2012. Produzido por Fábio Aposan, o disco continua o projeto de reunir canções cristãs antigas em novas roupagens. A obra foi gravada no estúdio Baeta e contou com a participação de vários músicos, como Ed Oliver e Cacau Santos. O projeto gráfico foi elaborado pela Imaginar Design, assim como o logotipo do artista. Raízes 2 foi masterizado por Luciano Vassão no estúdio Master Final.

## Faixas
1. "Bendito seja o Cordeiro"
2. "Tocou-me"
3. "Cristo cura sim"
4. "O amor é tudo"
5. "Não tardará"
6. "Hoje sou feliz"
7. "Mais perto quero estar"
8. "Homem de Branco"
9. "O Rei está voltando"
10. "Foi na cruz"

## Ficha técnica
- Ed Oliver - violão
- Tarcisio Buiochy - bateria
- Anderson Toledo -Teclado e arranjos
- Felipe Cruz - Teclado e arranjos
- Cacau Santos - Guitarra
- Fabio Aposan - Baixo
- Luciano Marciani - Gravação e mixagem
- Luciano Vassão - Masterização